# Orobanche rosmarina
Orobanche rosmarina é uma espécie de planta com flor pertencente à família Orobanchaceae. 
A autoridade científica da espécie é Beck, tendo sido publicada em Oesterr. Bot. Z. 70: 243 (1921).

## Portugal
Trata-se de uma espécie presente no território português, nomeadamente em Portugal Continental.
Em termos de naturalidade é endémica da Península Ibérica.

## Protecção
Não se encontra protegida por legislação portuguesa ou da Comunidade Europeia.